# Holder
A holder (H), esetenként labdafogó az amerikai futball egyik játékosa. Ő kapja el a centertől vagy a long snappertől a snap során hátraadott labdát mezőnygól, vagy touchdown utáni extra pont kísérleténél.

## Jellemzői
A holder általában a csapat egy másik pozíciójú játékosa, általában egy punter, wide receiver vagy egy quarterback. Mivel a feladata nagy koncentrációkészséget és jó kezeket igényel, ezért általában a quarterback a legjobb holder egy csapatban.

## Fő feladata
Ha az átlövő jobblábas, akkor ő a bal térdét a földön tartva azzal a ponttal szemben helyezkedik el, ahonnan az átlövő lőni készül. Az ujja hegyével arra a pontra támaszkodik, ahová majd a labdát helyezi. Így kijelöli a placekicker számára a célt. Ezután a jobb tenyerét a center vagy long snapper felé tartja, így neki is célpontot kínál. A labdát így egyenesen a kezeihez kapja. Ha megvan, lehelyezi a földre a labdát, úgy, hogy a varrás a kapufák felé nézzen (mivel a varrás helyzete befolyásolja az ellőtt labda röppályáját). A labdát az ujjával tartja az egyik csúcsán, hogy az közel függőleges helyzetben legyen. Nem nyomja be a talajba, csak tartja, mert az is befolyásolhatja a rúgás ívét.

## Egyéb feladatai
Az úgynevezett fake field goal alatt, mikor csak úgy tesz a támadó fél, mintha kapura rúgna, de helyette a labdát mégis előre juttatják first down vagy touchdown reményében, a snap során hátrapasszolt labdát a holder vagy előrepasszolja egy fogadónak, vagy elkezd futni a labdával. Ezt megteheti akkor is, ha a snap nagyon rossz volt, és nem lehet jól elrúgni a labdát. De ez a lehetőség ritkán sikeres, mert a holdert gyorsan blokkolják a defense egységei.
Akkor is a holdert használják, ha olyan erős a szél, hogy kezdő- vagy szabadrúgásnál a labda nem tud magától megállni a tartójában.

## Külső hivatkozások
- Barry Cawley - Charles Brodgen: Hogyan játsszák? Amerikai Futball ISBN 9631097668
- NFL hivatalos oldala

| Amerikai futball-pozíciók                  | Amerikai futball-pozíciók            | Amerikai futball-pozíciók | Amerikai futball-pozíciók             | Amerikai futball-pozíciók | Amerikai futball-pozíciók               | Amerikai futball-pozíciók | Amerikai futball-pozíciók |
| Offense                                    | Offense                              |                           | Defense                               | Defense                   |                                         | Special teams             | Special teams             |
| ------------------------------------------ | ------------------------------------ | ------------------------- | ------------------------------------- | ------------------------- | --------------------------------------- | ------------------------- | ------------------------- |
| Linemen                                    | Guard, Tackle, Center                | Linemen                   | Nose tackle, Tackle, End, Edge rusher | Rúgó játékosok            | Placekicker, Punter, Kickoff specialist |                           |                           |
| Quarterback                                | Quarterback                          | Linebacker                | Linebacker                            | Snapping                  | Long snapper, Holder                    |                           |                           |
| Backs                                      | Halfback, Fullback, H-back, Wingback | Backs                     | Cornerback, Safety                    | Visszahordás              | Punt returner, Kick returner            |                           |                           |
| Elkapók                                    | Wide receiver, Tight end, Slotback   | Backs                     | Nickelback, Dimeback                  | Szerelés                  | Gunner                                  |                           |                           |
| Formációk - Pozíciók története - Stratégia |                                      |                           |                                       |                           |                                         |                           |                           |